# Ontologie sociale
 (août 2023).
Améliorez-le ou discutez des points à vérifier. 
 (août 2023).
La mise en forme du texte ne suit pas les recommandations de Wikipédia : il faut le « wikifier ».
Les points d'amélioration suivants sont les cas les plus fréquents. Le détail des points à revoir est peut-être précisé sur la page de discussion.
- Les titres sont pré-formatés par le logiciel. Ils ne sont ni en capitales, ni en gras.
- Le texte ne doit pas être écrit en capitales (les noms de famille non plus), ni en gras, ni en italique, ni en « petit »…
- Le gras n'est utilisé que pour surligner le titre de l'article dans l'introduction, une seule fois.
- L'italique est rarement utilisé : mots en langue étrangère, titres d'œuvres, noms de bateaux, etc.
- Les citations ne sont pas en italique mais en corps de texte normal. Elles sont entourées par des guillemets français : « et ».
- Les listes à puces sont à éviter, des paragraphes rédigés étant largement préférés. Les tableaux sont à réserver à la présentation de données structurées (résultats, etc.).
- Les appels de note de bas de page (petits chiffres en exposant, introduits par l'outil «  Source ») sont à placer entre la fin de phrase et le point final[comme ça].
- Les liens internes (vers d'autres articles de Wikipédia) sont à choisir avec parcimonie. Créez des liens vers des articles approfondissant le sujet. Les termes génériques sans rapport avec le sujet sont à éviter, ainsi que les répétitions de liens vers un même terme.
- Les liens externes sont à placer uniquement dans une section « Liens externes », à la fin de l'article. Ces liens sont à choisir avec parcimonie suivant les règles définies. Si un lien sert de source à l'article, son insertion dans le texte est à faire par les notes de bas de page.
- La présentation des références doit suivre les conventions bibliographiques. Il est recommandé d'utiliser les modèles {{Ouvrage}}, {{Chapitre}}, {{Article}}, {{Lien web}} et/ou {{Bibliographie}}. Le mode d'édition visuel peut mettre en forme automatiquement les références.
- Insérer une infobox (cadre d'informations à droite) n'est pas obligatoire pour parachever la mise en page.

Pour une aide détaillée, merci de consulter Aide:Wikification.
Si vous pensez que ces points ont été résolus, vous pouvez retirer ce bandeau et améliorer la mise en forme d'un autre article.
L'ontologie sociale est une branche de l'ontologie — l'étude philosophique de l'être et de l'existence — qui a pour but spécifique d'étudier la nature et les propriétés du monde social. L'ontologie sociale vise à clarifier la nature des différentes entités du monde issus des rapports sociaux entre les humains, notamment au moyen de l'examen des théories sociologiques. Selon Leonardo da Hora et Martin Jochum, l'ontologie sociale cherche à interroger et problématiser les "fondements ou concepts essentiels qui structurent (implicitement ou explicitement) le travail des sciences sociales".
Parmi les philosophes contemporains les plus notables qui ont contribué à l'ontologie sociale, on peut mentionner Georg Lukács, John Searle, Margaret Gilbert, Amie Thomasson, Tony Lawson et Ruth Millikan. Les recherches en ontologie sociale sont notamment publicisées par le Journal of Social Ontology, revue universitaire interdisciplinaire financée par l'International social ontology society et l'Université de Vienne.
L'ontologie générale se décompose en un certain nombre d'ontologies spécifiques à un domaine, dites « ontologies régionales ». L'ontologie sociale est l'un de ces sous-domaines, qui doit inclure les entités basiques, les propriétés et catégories étudiés par la philosophie sociale et les sciences sociales. Il existe deux sortes d'entités sociales : les individus sociaux et les complexes sociaux ou collectifs.
Selon Lynne Rudder Baker, en prenant la « communauté sociale » comme élément primitif, on peut caractériser une propriété sociale comme une propriété dont l'instanciation nécessite l'existence d'une communauté sociale. Typiquement, pour les êtres humains, cela signifie une communauté linguistique. L'ontologie sociale à un instant t contient toutes les propriétés sociales instanciées qui sont irréductibles et inéliminables à cet instant. Cela comprendra les propriétés sociales qui sont des types primaires instanciés à t et les entités (individuelles ou complexes) qui ont ces propriétés sociales comme propriétés de type primaire.

### Français
- John Searle, La construction de la réalité sociale (trad. Claudine Tiercelin), Gallimard, 19 septembre 1998, 320 pages.
- Jules Donzelot, Le concept d'Ontologie Sociale, Master 1 - Maîtrise de philosophie, Université de Provence, 2004.
- Georg Lukacs, Prolégomènes à l’ontologie de l’être social, Delga, 2009.
- Christian Krijnen, « Le problème de la fondation de l'ontologie sociale et les dispositifs fondationnels du néokantisme de Bade », Les Études philosophiques, 2010/1 (n° 92), p. 67-86.
- György Lukács, Ontologie de l’être social : le travail, la reproduction (chapitre 1 et 2 du deuxième volume), Paris, Delga, 2011 (1984-1986 pour la première édition allemande), 483 pages.
- György Lukács, Ontologie de l’être social : l’idéologie, l’aliénation (chapitre 3 et 4 du deuxième volume), Paris, Delga, 2012 (1984-1986 pour la première édition allemande), 483 pages.
- Nicole Ramognino, « Les entités sociales : réflexions ontologiques », SociologieS [En ligne], Grands résumés, mis en ligne le 07 mars 2014, consulté le 12 août 2023.
- Pascal Engel, "L’ontologie du social", En attendant Nadeau, 10 août 2021.
- Frédéric Nef et Sophie Berlioz, La nature du social. De quoi le social est-il fait ? Préface et postface de Christophe Pébarthe, Le bord de l’eau, coll. « Chuchotements », 2021, 271 p.
- Juliette Farjat, « Peut-on défendre une ontologie sociale réaliste ? Le réalisme de Georg Lukács au prisme du constructivisme searlien », Actuel Marx, 2021/1 (n° 69), p. 75-89.
- Michel Grossetti, « Une ontologie pour les sciences sociales », SociologieS [En ligne], Grands résumés, mis en ligne le 01 mai 2023, consulté le 12 août 2023.
- Sabine Collardey (2017), «Ontologie sociale (GP)», dans Maxime Kristanek (dir.), l'Encyclopédie philosophique, consulté le 12 août 2023.

### Anglais
- Margaret Gilbert, On Social Facts, Princeton University Press, 1992, 521 p.
- Jonathan E. Pike, From Aristotle to Marx. Aristotelianism in Marxist Social Ontology, Ashgate Pub Ltd, 1999.
- Paul Sheehy, The Reality of Social Groups, Ashgate, 2006, 229 p.
- Savas L. Tsohatzidis (ed.), Intentional Acts and Institutional Facts. Essays on John Searle's Social Ontology, Springer, 2007, 221 p.
- Clive Lawson, John Spiro Latsis & Nuno Martins (eds.), Contributions to Social Ontology, Routledge, 2007, 332 p.
- Michael Eldred, Social Ontology. Recasting Political Philosophy Through a Phenomenology of Whoness, 2011, 773 p.
- Raimo Tuomela, Social Ontology. Collective Intentionality and Group Agents, Oxford University Press, 2013, 310 p.
- Daniel Krier & Mark P. Worrell (eds.), The Social Ontology of Capitalism, Palgrave Macmilla, 2013, 300 p.
- Margaret Gilbert, Joint Commitment. How We Make the Social World, Oxford University Press, 2014, 449 p.
- Tony Lawson, "Comparing Conceptions of Social Ontology. Emergent Social Entities and/or Institutional Facts ?", Journal for the Theory of Social Behaviour, 2016, 46, Article 4.
- Tiziana Andina, An Ontology for Social Reality, Palgrave Macmillan, 2016, 197 p.
- Anna Magdalena Schaupp, "Ontology Is Social. How Arendt Solves a Wittgensteinian Problem", in Sebastian Luft & Ruth Hagengruber (eds), Women Phenomenologists on Social Ontology. We-Experiences, Communal Life, and Joint Action, Springer, 2018, 244 pages, pp.207-215.
- Tony Lawson, The Nature of Social Reality. Issues in Social Ontology, London, Routledge, 2019.
- Raimo Tuomela, Raul Hakli, Pekka Mäkelä (eds.), Social Ontology in the Making, De Gruyter, 2020, 391 p.
- Michael J. Thompson (ed.), Georg Lukács and the Possibility of Critical Social Ontology, Brill, 2020.
- Guido Baggio, "Emergence, time and sociality. Comparing conceptions of process ontology", Cambridge Journal of Economics, Volume 44, Issue 6, November 2020, Pages 1365–1394.
- Heikki Patomäki, "On the historicity of social ontology", Journal for the Theory of Social Behaviour, Volume 50, Issue 4, December 2020, Pages 439-461.
- Martin Laura Ariadne, The Social Ontology of Systemic Oppression, Columbia University, 2020, 169 pages.
- Margaret Gilbert, Life in Groups. How We Think, Feel, and Act Together, Oxford University Press, 2023, 381 pages.